# William Henry Walsh
William Henry Walsh (FRSE FBA DLitt) (10 de dezembro de 1913 - 7 de abril de 1986) foi um filósofo britânico do século XX conhecido pelas contribuições para a áreas de Metafísica e Filosofia da história, bem como para estudos a respeito da filosofia de Immanuel Kant.

## Carreira acadêmica
Walsh nasceu em Leeds, Inglaterra, no ano de 1913. Graduou-se pela Merton College (Oxford), chegando a ganhar o Junior Research Fellowship em 1936 com foco na pesquisa em Filosofia. Especializou-se em Kant pela mesma instituição. No mesmo ano deu aulas de filosofia na Universidade de St. Andrews (na divisão de Dundee). No ano seguinte retornou para Merton como professor e pesquisador da Universidade, onde continuou até 1960, quando entrou para o corpo docente da Universidade de Edimburgo como professor de Lógica e Metafísica. Aposentou-se em 1979 e retornou para Merton como membro emérito. Walsh faleceu no dia 7 de abril de 1986.

## Contribuições
William H. Walsh contribuiu para diversas áreas, tais como metafísica, história da filosofia, ética e filosofia da história. Seus primeiros trabalhos versaram sobre a filosofia de Imamanuel Kant, sendo seu trabalho de pós-graduação a respeito do filósofo e publicado como Reason and Experience (1947). Walsh também dedicou-se a estudar metafísica, publicando suas perspectivas sobre Platão, Vico, Hume, Hegel, Bradley, Collingwood e Wittgenstein. Apesar da variedade, Kant continuou sendo seu principal objeto de pesquisa. A filosofia da história também foi área de contribuição de Walsh, seu livro An Introduction to Phisophy of History (1951) é um dos seus trabalhos mais traduzidos e comentados. Nesse livro encontra-se a clássica divisão entre filosofia analítica da história e filosofia especulativa da história, muito criticada mas que ainda está presente nas bases das discussões da filosofia da história. Ele também contribuiu para os problemas da explicação e da objetividade dentro da História.

## Publicações
- Reason and Experience (1947)
- An Introduction to Philosophy of History (1951)
- Metaphysics (1963)
- Hegelian Ethics (1969)
- Kant's Criticism of Metaphysics (1976)